# Magnus Kirt
Magnus Kirt, né le 10 avril 1990 à Tõrva, est un athlète estonien, spécialiste du lancer de javelot, vice-champion du monde en 2019 à Doha.

## Carrière
Le 19 juillet 2015, il lance à 82,22 m à Viljandi. Il améliore une nouvelle fois son record le 6 septembre 2015 à Kohila avec un jet à 86,65 m. La même année, il termine 22e lors des Championnats du monde de Pékin, sa première grande compétition internationale, en réalisant un lancer de 78,84 m.
Après l'avoir porté, le 3 juin 2018 à Tartu, à 88,45 m, le 5 juin 2018, il bat à nouveau à Turku le record national avec 88,73 m.
Le 13 juillet, il améliore encore ce record à 89,75 m pour remporter l’épreuve de la Diamond League lors du meeting international Mohammed-VI à Rabat.
Le 9 août 2018, il remporte la médaille de bronze avec 85,96 m aux championnats d'Europe de Berlin, derrière les Allemands Thomas Röhler (89,47 m) et Andreas Hofmann (87,60 m).
Le 25 mai 2019, il lance à 89,33 m à Vantaa. Le 11 juin 2019, il remporte les Paavo Nurmi Games en 88,32 m. Le 20 juin 2019, il remporte le Golden Spike Ostrava et rejoint le club de lanceurs à plus de 90 mètres, avec un nouveau record d'Estonie à 90,34 m. Aux championnats du monde de Doha le 6 octobre, il décroche la médaille d'argent derrière le Grenadien Anderson Peters avec un lancer à 86,21 m, mais se blesse lourdement à l'épaule lors de son cinquième jet, devant être évacué sur civière.

## Vie privée
Il est en couple avec l'heptathlonienne lettone Laura Ikauniece.

## Palmarès
| Date | Compétition                       | Lieu             | Résultat | Marque  |
| ---- | --------------------------------- | ---------------- | -------- | ------- |
| 2015 | Universiade                       | Gwangju          | 8e       | 76,65 m |
| 2017 | Championnats d'Europe par équipes | Vaasa            | 2e       | 83,60 m |
| 2017 | Championnats du monde             | Londres          | 11e      | 80,48 m |
| 2018 | Championnats d'Europe             | Berlin           | 3e       | 85,96 m |
| 2018 | Ligue de diamant                  | Ligue de diamant | 2e       | 87,57 m |
| 2019 | Championnats d'Europe par équipes | Varazdin         | 1er      | 81,47 m |
| 2019 | Ligue de diamant                  | Ligue de diamant | 1er      | 89,13 m |
| 2019 | Championnats du monde             | Doha             | 2e       | 86,21 m |

## Records
| Épreuve           | Marque       | Lieu     | Date         |
| ----------------- | ------------ | -------- | ------------ |
| Lancer du javelot | 90,61 m (NR) | Kuortane | 22 juin 2019 |